# Turutino (obwód wołogodzki)
Turutino (ros. Турутино) – wieś w Rosji, w rejonie wołogodzkim obwodu wołogodzkiego. W 2010 r. liczyła 3 mieszkańców.